# Pleurodomus humuli
Pleurodomus humuli är en svampart som beskrevs av Petr. 1934. Pleurodomus humuli ingår i släktet Pleurodomus, divisionen sporsäcksvampar,  och riket svampar.   Inga underarter finns listade.